# Sint-Pancratiuskerk (Sassenheim, 1870)
De Sint-Pancratiuskerk was een rooms-katholieke kerk in Sassenheim.
De oude Dorpskerk in Sassenheim was oorspronkelijk ook aan de heilige Pancratius gewijd, maar deze kerk ging tijdens de reformatie over naar de protestanten. In 1870 werd op de huidige plaats een nieuwe kerk gebouwd, naar een ontwerp van Herman Jan van den Brink. Het was een driebeukige kerk in neogotische stijl, met een halfingebouwde toren aan de voorzijde.
Dit kerkgebouw bleek al na enkele decennia te klein te zijn. Architect Jos Tonnaer uit Delft ontwierp de huidige kerk, die in twee fases werd gebouwd. In 1913 werden het transept en priesterkoor tegen het schip van de oude kerk aan gebouwd. Het schip en de toren van de kerk van Van den Brink bleven zo nog enkele jaren staan. Pas in 1928 werd de oude kerk afgebroken en werden het nieuwe grotere schip en de toren gebouwd.